# Maison du 22 place du Martray
La maison du 22 place du Martray est située sur la commune de Paimpol en France.

## Localisation
La maison est située sur la commune de Paimpol dans le département des Côtes-d'Armor, dans la région Bretagne.

## Description
C'est une maison en pans de bois et torchis, datant des XVe siècle et XVIe siècle. Nicolas Armez, prêtre et député, est né dans cette maison en 1754.

## Historique
La maison est inscrite partiellement au titre des monuments historiques par arrêté du 11 août 1964.

## Protection
Éléments protégés : les façades et toitures.

## Galerie

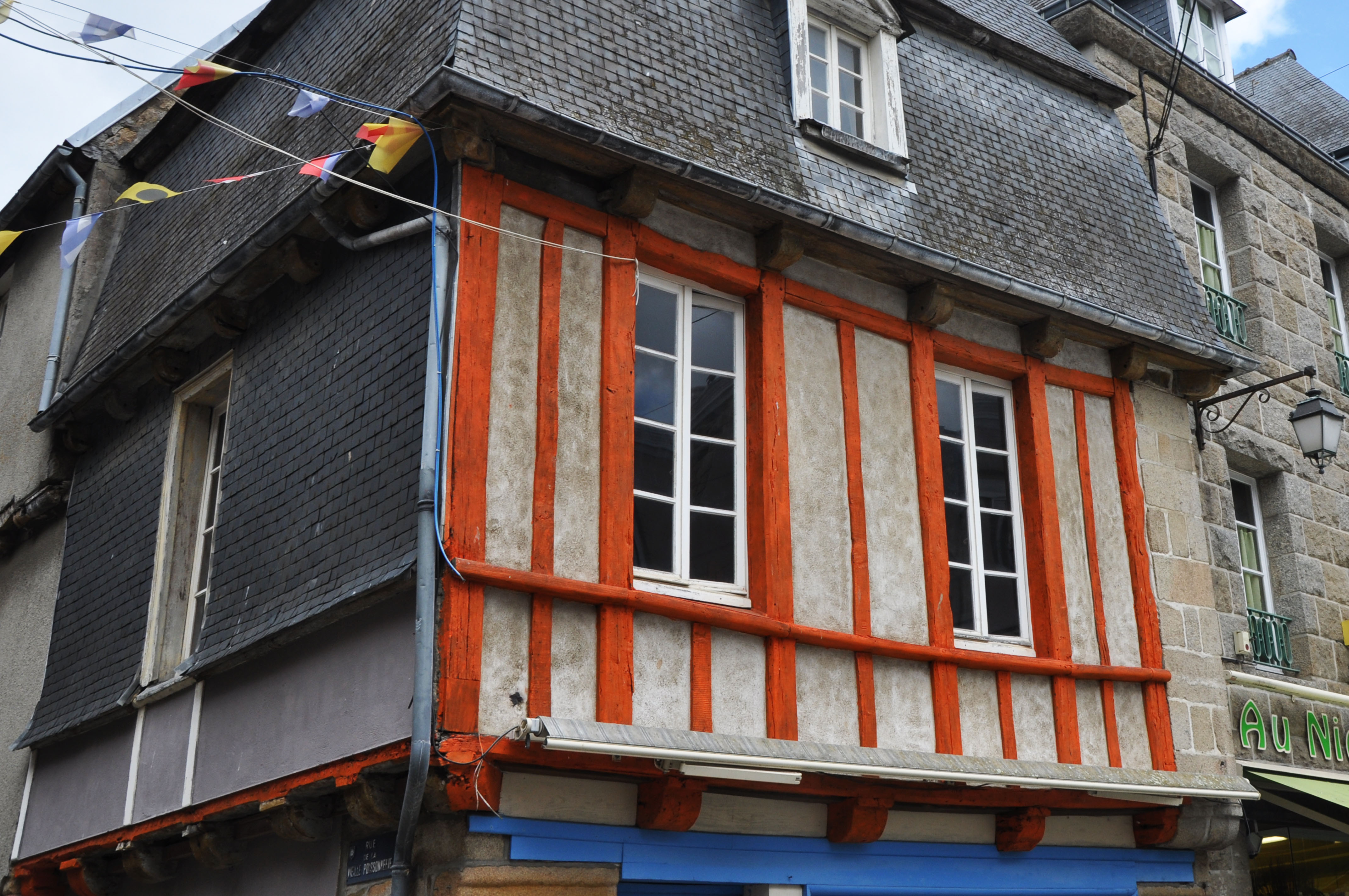
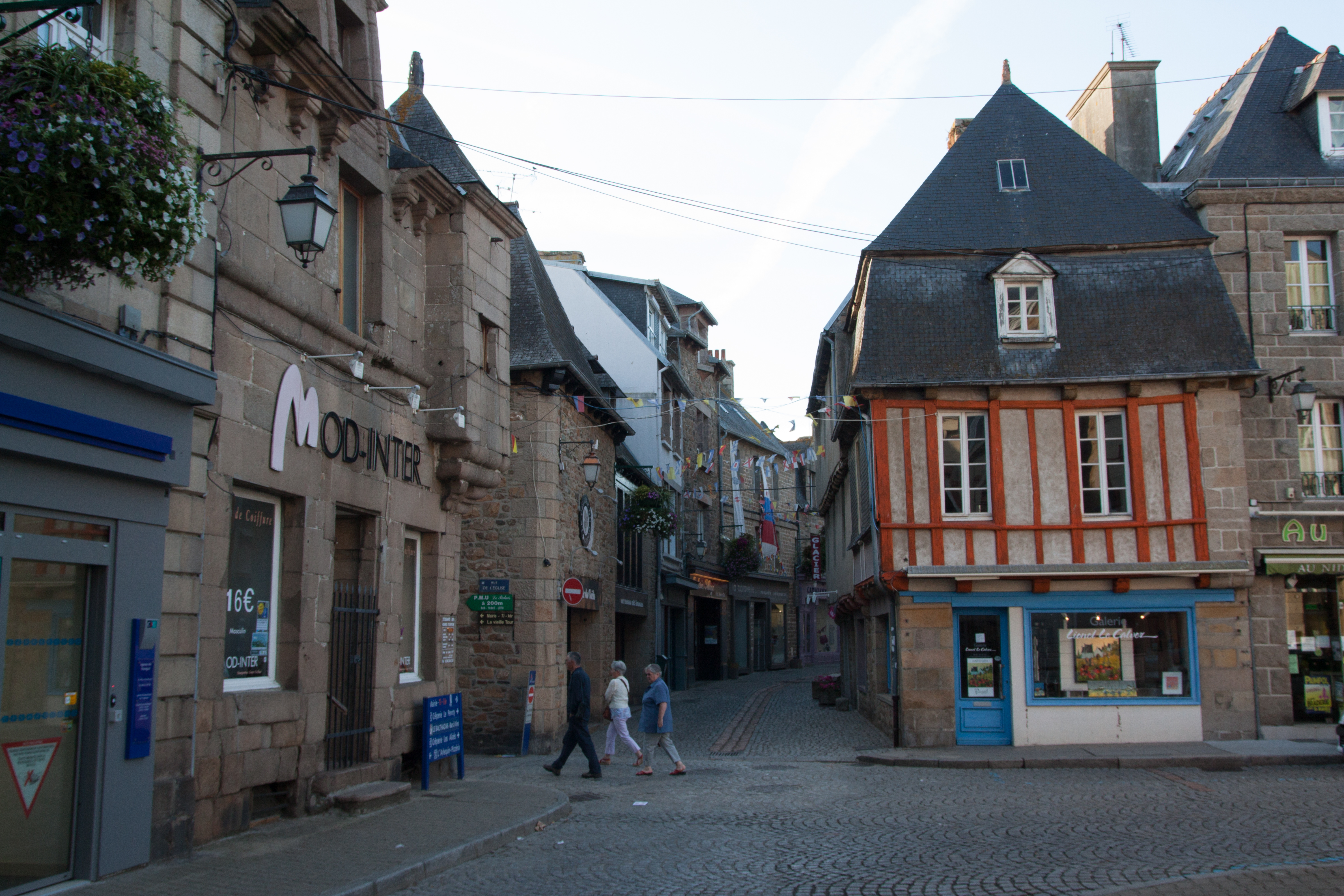